# Germans de la Instrucció Cristiana de Ploërmel

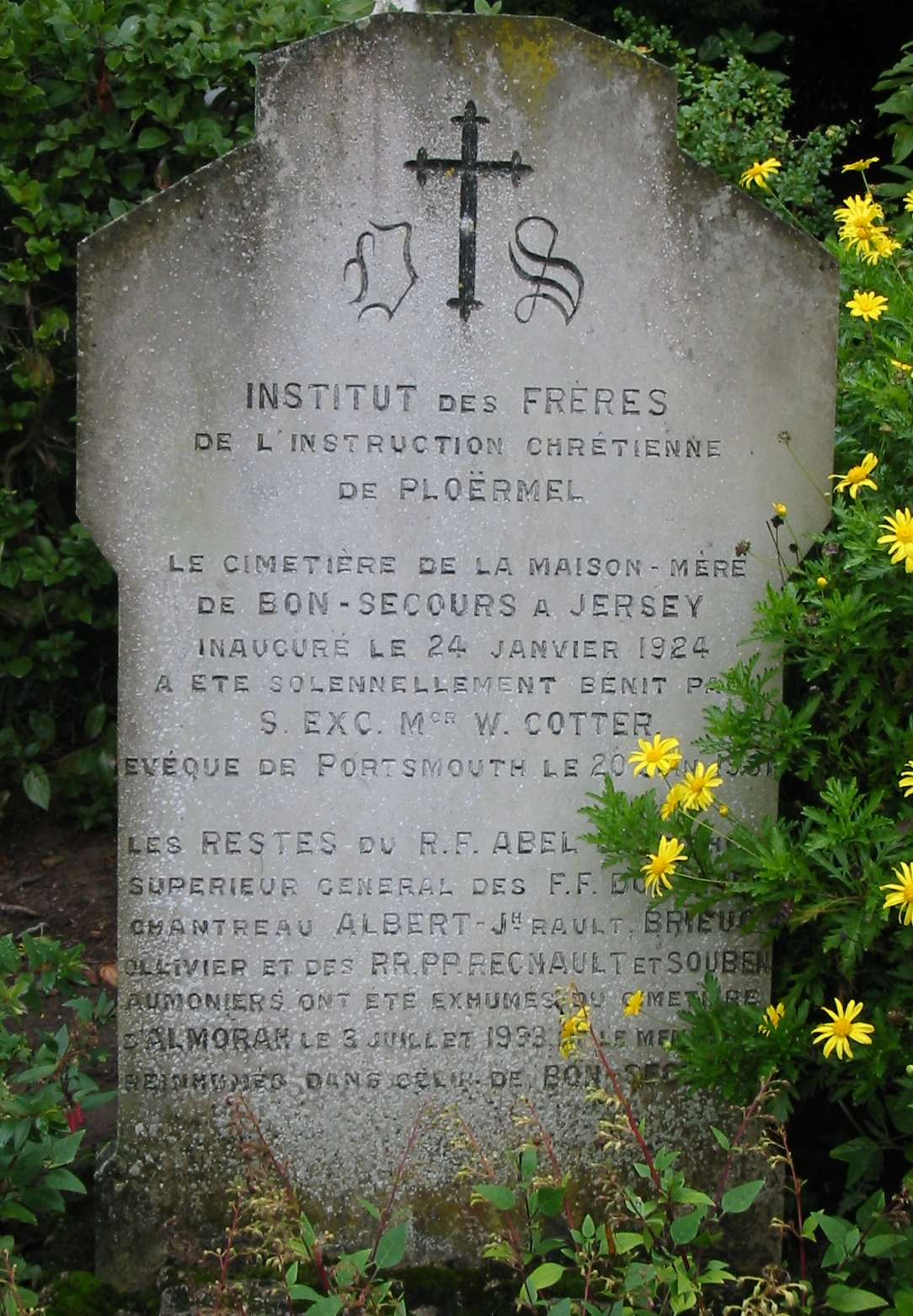
Antic institut a Saint Saviour, Jersey.

Els Germans de la Instrucció Cristiana de Ploërmel, també coneguts com a menesians, formen una congregació religiosa laica catòlica dedicada a l'ensenyament, fundada el 1819 per Jean-Marie de La Mennais i Gabriel Deshayes, capellà d'Auray a Morbihan, amb el propòsit de formar professors catòlics i obrir escoles.
Aquesta congregació fou fundada a Ploërmel, fou aprovada el 1822 i dissolta a França el 1903 com a conseqüència d'una disposició legislativa precursora de la Llei de separació de l'Església i l'Estat de 1905. Tot i aquesta persecució política, la congregació aconseguí estendre's a 25 països i compta amb 1.020 membres, 320 d'ells a França.
A Madrid hi ha un col·legi anomenat Colegio Menesiano, que va ser fundat el 1941 y situado actualmente en la avenida Brasilia, número 11.